# NGC 5474
NGC 5474 هي مجرة قزمه غريب تقع في كوكبة الدب الأكبر. وهي واحدة من العديد من المجرات رفيقه للمجرة (M 101) المجرة الحلزونية ذات التصميم الكبير. من بين رفقاء المجرة المريخ وهي الأقرب إلى المريخ نفسه. تتفاعل الجاذبية بينها وبين مجرة دولاب الهواء وقد تشوه بقوة NGC 5474. ونتيجة لذلك يتم تعويض القرص نسبة إلى النواة. كما يتم تعويض تكوين النجوم في هذه المجرة (كما تتبعها انبعاثات خط الطيف الهيدروجيني) من النواة. يظهر NGC 5474 بعض علامات هياكل دوامة. ونتيجة لذلك غالبا ما تصنف هذه المجرة كمجرة حلزونية قزمة، وهي مجموعة نادرة نسبيا من المجرات القزمة.

## وصلات خارجية
- NGC 5474 على موقع ويكي سكاي: DSS2, SDSS, GALEX, IRAS, Hydrogen α, X-Ray, Astrophoto, Sky Map, Articles and images